# Tarjei Bø
Tarjei Bø (ou Tarjei Boe), né le 29 juillet 1988 à Stryn, est un biathlète norvégien, vainqueur de la Coupe du monde 2010-2011, triple champion olympique avec le relais masculin à Vancouver en 2010 ainsi qu'avec le relais et le relais mixte à Pékin en 2022, et onze fois champion du monde. Son frère cadet, Johannes Thingnes Bø, est également un biathlète de haut niveau. À 35 ans, il est encore présent au plus haut niveau, terminant à la deuxième place du classement général de la Coupe du monde 2023-2024 derrière son frère et remportant le classement du sprint, treize ans après son premier petit globe de la spécialité. 

## Biographie
Tarjei Bø entre dans l'équipe nationale norvégienne en 2006, devenant champion du monde jeune de l'individuel, puis fait ses débuts en Coupe du monde en mars 2009 à Khanty-Mansiïsk, après avoir remporté les quatre titres aux Championnats d'Europe junior. Pour sa première course, il finit 61e du sprint et ne participe pas à la poursuite.
En fin d'année 2009, il fait ses preuves dans l'IBU Cup, où il monte sur un podium. Il est promu dans l'équipe type norvégienne et participe à l'étape de Coupe du monde à Pokljuka, où il prend la quatrième place au sprint, échouant à trois dixièmes de seconde du troisième Thomas Frei. Il remporte ensuite le relais d'Oberhof, son premier podium en Coupe du monde.
C'est aux Jeux olympiques de Vancouver en 2010 qu'il connaît son premier succès olympique en remportant le relais 4 × 7,5 km. Il est aussi 21e à l'individuel.
En fin d'année 2010, il se révèle en remportant sa première course en Coupe du monde (également son premier podium) à l'occasion du sprint d'Hochfilzen sous la neige. Après quatre autres succès individuels dont le titre de champion du monde de l'individuel conquis en Russie, il remporte le classement général de la Coupe du monde en devançant son compatriote Emil Hegle Svendsen, devenant le plus jeune à réaliser cette performance. Le Norvégien s'adjuge par la même occasion les petits globes du sprint et de la poursuite. Il ne parvient pas à réitérer cette performance l'hiver suivant, retombant au septième rang mondial et gagnant une seule course à Hochfilzen dans une saison marquant le début de la domination de Martin Fourcade.
En 2013, il ajoute trois titres mondiaux à son palmarès, le relais masculin, le relais mixte et la mass-start, malgré une préparation d'avant-saison manquée.
Il a également participé à deux courses de la Coupe du monde de ski de fond, obtenant une vingtième place en individuel en 2011 à Sjusjoen.
Il éprouve de grandes difficultés lors de la saison 2013-2014, qu'il termine seulement à la 28e place du classement général. Aux Jeux olympiques d'hiver de 2014 à Sotchi, il est en délicatesse avec son tir et obtient de mauvais résultats individuels. Au sein d'une forte équipe norvégienne, il échoue au pied du podium en relais. Cette déception sera effacée dix ans plus tard, lorsque Bø et la Norvège récupèreront rétrospectivement la médaille de bronze à la suite de la disqualification de la Russie pour dopage.
Il revient en forme lors de la saison 2014-2015 en remportant notamment 3 médailles de bronze dans les courses individuelles, plus le bronze obtenu dans le relais mixte ainsi que le bronze dans le relais masculin. Il termine 19e du classement général.
Après une saison 2016-2017 compliquée, il revient en force en 2017-2018 lors de l'épreuve d'Östersund où il gagne le premier sprint devant Martin Fourcade, sa première victoire depuis quatre ans. Lors des épreuves d'Oberhof, il monte sur le podium avec une troisième place sur la poursuite derrière Fourcade et son frère Johannes Thingnes Bø. À Antholz-Anterselva, après un sprint et une poursuite catastrophique, il finit deuxième de la mass-start derrière Martin Fourcade mais devant son compatriote Erlend Bjøntegaard. Aux Jeux olympiques de Pyeongchang, il échoue au pied du podium lors de la poursuite (quatrième), puis remporte la médaille d'argent en relais derrière les Suédois.
Aux Championnats du monde 2019, Tarjei Bø gagne sa huitième médaille individuelle dans des Mondiaux avec le bronze sur l'individuel. Il décroche ensuite son cinquième titre au relais masculin.
Tarjei Bø effectue une saison 2019-2020 remarquable de régularité, sortant seulement quatre fois du top 10 en 21 courses individuelles, ce qui lui permet de terminer à la 4e place du classement général remporté par son frère Johannes Thingnes et d'obtenir son meilleur classement final depuis le gros globe remporté en 2011. Il signe notamment quatre podiums individuels en terminant 2e des sprints d'Östersund et du Grand-Bornand, et 3e de la mass-start du Grand-Bornand et du sprint de Nove Mesto. Aux Championnats du monde 2020 à Antholz, il manque de peu la médaille individuelle en finissant au pied du podium sur le sprint et le mass-start (4e), et en se classant 6e de la poursuite et de l'individuel. il a en revanche plus de succès sur le plan collectif puisqu'il décroche la médaille d'or en relais mixte et la médaille d'argent en relais masculin.
Durant la saison 2020-2021, Tarjei Bø redevient victorieux en Coupe du monde, après deux saisons de disette, s'imposant sur le sprint de Kontiolahti, sur la mass-start d'Oberhof, puis sur la poursuite de Nové Město devant son frère cadet Johannes. Aux Championnats du monde de Pokljuka, il est sacré champion du monde de relais masculin pour la sixième fois de sa carrière avec l'équipe de Norvège. Il remporte le petit globe de la mass-start, le premier pour lui dans la spécialité et le troisième de sa carrière, les derniers datant de la saison 2010-2011.
En 2021-2022, l'aîné des frères Bø monte sur un podium dès la première course de la saison, l'individuel d'Östersund, finissant deuxième derrière son compatriote Sturla Holm Laegreid. Il réitère cette performance lors du deuxième et dernier individuel de la saison de Coupe du monde disputée à Antholz, ce qui lui permet de glaner le petit globe de la spécialité, le quatrième de sa carrière. Aux Jeux Olympiques de Pékin disputés en février 2022 sur le site de ski nordique de Zhangjiakou, Tarjei Bø entame idéalement la compétition en s'imposant sur le relais mixte en compagnie de son frère Johannes, de Marte Olsbu Røiseland et de Tiril Eckhoff, devant les équipes de France et de Russie. Il s'agit de sa deuxième médaille d'or olympique, douze ans après la première conquise à Vancouver. Sur le sprint, le Norvégien termine à la troisième place grâce à un 9 sur 10 au tir (sa première médaille olympique dans une course individuelle) et partage une nouvelle fois le podium avec Johannes, qui remporte lui la médaille d'or. Le lendemain, il réalise encore une fois une belle course sur la poursuite malgré des conditions venteuses et s'empare de l'argent en dépassant Eduard Latypov dans le dernier tour, pour terminer deuxième à 28 secondes du Français Quentin Fillon Maillet.
Face à une très forte concurrence interne dans l'équipe de Norvège, Tarjei Bø prend, à 33 ans, le risque de poursuivre sa carrière au delà des Jeux de Pékin. Sans coups d'éclat, il parvient tout de même à assurer en 2022-2023 une nouvelle sixième place au classement général de la Coupe du monde. L'hiver suivant, il fait preuve d'une régularité exceptionnelle, ne manquant le top 8 qu'à deux reprises seulement et signant dix podiums dont une victoire sur le sprint d'Hochfilzen. Il réalise ainsi sa meilleure saison depuis son gros globe de 2011 et termine deuxième du classement général 2023-2024 derrière son frère Johannes Thingnes, en remportant au passage le petit globe du sprint.
À la fin de la saison 2024-2025, Tarjei Bø met un terme à sa carrière sportive, en même temps que son frère Johannes. Au cours de ce dernier hiver, il signe ses quatorzième et quinzième victoires individuelles, respectivement au Grand-Bornand (mass-start) et à Antholz (sprint) avant d'obtenir avec le relais aux Championnats du monde 2025 à Lenzerheide son douzième et dernier titre mondial.

## Vie privée
Tarjei Bø est marié avec Gita Simonsen depuis l'été 2024. Ils sont devenus, en septembre 2022, les parents d'Aron.

## Palmarès en biathlon

### Jeux olympiques
| Édition \ Épreuve | Individuel | Sprint                              | Poursuite                          | Mass start | Relais                              | Relais mixte                     |
| ----------------- | ---------- | ----------------------------------- | ---------------------------------- | ---------- | ----------------------------------- | -------------------------------- |
| Vancouver 2010    | 21e        | —                                   | —                                  | —          | Médaille d'or, Jeux olympiques      | Épreuve inexistante à cette date |
| Sotchi 2014       | 26e        | 39e                                 | 27e                                | —          | Médaille de bronze, Jeux olympiques | —                                |
| Pyeongchang 2018  | 13e        | 13e                                 | 4e                                 | 8e         | Médaille d'argent, Jeux olympiques  | —                                |
| Pékin 2022        | 8e         | Médaille de bronze, Jeux olympiques | Médaille d'argent, Jeux olympiques | 12e        | Médaille d'or, Jeux olympiques      | Médaille d'or, Jeux olympiques   |

Légende :
- : première place, médaille d'or
- : deuxième place, médaille d'argent
- : troisième place, médaille de bronze
- : pas d'épreuve
- — : non disputée par Tarjei Bø

### Championnats du monde
| Édition \ Épreuve       | Individuel                | Sprint                    | Poursuite                 | Mass start                | Relais                   | Relais mixte              | Relais mixte simple              |
| ----------------------- | ------------------------- | ------------------------- | ------------------------- | ------------------------- | ------------------------ | ------------------------- | -------------------------------- |
| Khanty-Mansiïsk 2011    | Médaille d'or, monde      | Médaille de bronze, monde | Médaille de bronze, monde | Médaille de bronze, monde | Médaille d'or, monde     | Médaille d'or, monde      | Épreuve inexistante à cette date |
| Ruhpolding 2012         | 18e                       | 17e                       | 7e                        | 17e                       | Médaille d'or, monde     | —                         | Épreuve inexistante à cette date |
| Nové Město 2013         | 12e                       | 18e                       | 17e                       | Médaille d'or, monde      | Médaille d'or, monde     | Médaille d'or, monde      | Épreuve inexistante à cette date |
| Kontiolahti 2015        | 25e                       | Médaille de bronze, monde | Médaille de bronze, monde | Médaille de bronze, monde | Médaille d'argent, monde | Médaille de bronze, monde | Épreuve inexistante à cette date |
| Oslo-Holmenkollen 2016  | 22e                       | 54e                       | 31e                       | 6e                        | Médaille d'or, monde     | Médaille de bronze, monde | Épreuve inexistante à cette date |
| Hochfilzen 2017         | —                         | 14e                       | 9e                        | 14e                       | 8e                       | —                         | Épreuve inexistante à cette date |
| Östersund 2019          | Médaille de bronze, monde | 13e                       | 4e                        | 9e                        | Médaille d'or, monde     | —                         | —                                |
| Antholz-Anterselva 2020 | 6e                        | 4e                        | 6e                        | 4e                        | Médaille d'argent, monde | Médaille d'or, monde      | —                                |
| Pokljuka 2021           | 70e                       | 9e                        | 14e                       | 6e                        | Médaille d'or, monde     | —                         | —                                |
| Oberhof 2023            | 7e                        | Médaille d'argent, monde  | 4e                        | 9e                        | Médaille d'argent, monde | —                         | —                                |
| Nove Mesto 2024         | Médaille d'argent, monde  | 6e                        | 5e                        | 4e                        | Médaille d'argent, monde | Médaille d'argent, monde  | —                                |
| Lenzerheide 2025        | 10e                       | 10e                       | 10e                       | 18e                       | Médaille d'or, monde     | —                         | —                                |

Légende :
- : première place, médaille d'or
- : deuxième place, médaille d'argent
- : troisième place, médaille de bronze
- : pas d'épreuve
- - : non disputée par Tarjei Bø

### Coupe du monde
- 1 gros globe de cristal en 2011.
- 5 petits globes de cristal :
  - Vainqueur du classement du sprint en 2011 et 2024.
  - Vainqueur du classement de la poursuite en 2011.
  - Vainqueur du classement de la mass-start en 2021.
  - Vainqueur du classement de l'individuel en 2022.
- 150 podiums[11] :
  - 73 podiums individuels : 15 victoires, 27 deuxièmes places, 31 troisièmes places.
  - 57 podiums en relais : 34 victoires, 17 deuxièmes places et 6 troisièmes places.
  - 20 podiums en relais mixte : 10 victoires, 5 deuxièmes places et 5 troisièmes places.

Dernière mise à jour le 9 mars 2025

#### Classements en Coupe du monde
| Saison    | Individuel | Individuel | Individuel | Sprint  | Sprint | Sprint   | Poursuite | Poursuite | Poursuite | Mass start | Mass start | Mass start | Général | Général | Général  |
| Saison    | Courses    | Points     | Position   | Courses | Points | Position | Courses   | Points    | Position  | Courses    | Points     | Position   | Courses | Points  | Position |
| --------- | ---------- | ---------- | ---------- | ------- | ------ | -------- | --------- | --------- | --------- | ---------- | ---------- | ---------- | ------- | ------- | -------- |
| 2008-2009 | 0 / 4      |            |            | 1 / 10  | -      | nc       | 0 / 7     |           |           | 0 / 5      |            |            | 1 / 26  | -       | nc       |
| 2009-2010 | 2 / 4      | 24         | 50e        | 6 / 10  | 108    | 29e      | 2 / 6     | 33        | 53e       | 1 / 5      | 11         | 41e        | 11 / 25 | 176     | 43e      |
| 2010-2011 | 4 / 4      | 172        | 2e         | 10 / 10 | 393    | 1er      | 7 / 7     | 334       | 1er       | 5 / 5      | 211        | 3e         | 26 / 26 | 1110    | 1er      |
| 2011-2012 | 3 / 3      | 67         | 14e        | 9 / 10  | 249    | 6e       | 7 / 8     | 257       | 4e        | 4 / 5      | 107        | 20e        | 23 / 26 | 680     | 7e       |
| 2012-2013 | 2 / 3      | 55         | 14e        | 6 / 10  | 179    | 15e      | 4 / 8     | 125       | 25e       | 4 / 5      | 159        | 6e         | 16 / 26 | 518     | 15e      |
| 2013-2014 | 2 / 2      | 10         | 47e        | 4 / 9   | 76     | 39e      | 4 / 8     | 132       | 21e       | 1 / 3      | 48         | 24e        | 11 / 22 | 266     | 28e      |
| 2014-2015 | 2 / 3      | 28         | 37e        | 8 / 10  | 148    | 25e      | 7 / 7     | 183       | 7e        | 3 / 5      | 134        | 7e         | 20 / 25 | 493     | 19e      |
| 2015-2016 | 3 / 3      | 68         | 14e        | 8 / 9   | 234    | 6e       | 8 / 8     | 267       | 4e        | 4 / 5      | 139        | 8e         | 23 / 25 | 708     | 6e       |
| 2016-2017 | 0 / 3      |            |            | 3 / 9   | 74     | 42e      | 3 / 9     | 89        | 37e       | 2 / 5      | 56         | 30e        | 8 / 26  | 219     | 36e      |
| 2017-2018 | 1 / 2      | 21         | 35e        | 8 / 8   | 194    | 10e      | 7 / 7     | 193       | 8e        | 5 / 5      | 183        | 4e         | 21 / 22 | 591     | 7e       |
| 2018-2019 | 2 / 3      | 54         | 17e        | 8 / 9   | 271    | 6e       | 7 / 8     | 266       | 5e        | 5 / 5      | 133        | 11e        | 22 / 25 | 724     | 6e       |
| 2019-2020 | 3 / 3      | 114        | 4e         | 8 / 8   | 307    | 4e       | 5 / 5     | 178       | 6e        | 5 / 5      | 166        | 8e         | 21 / 21 | 740     | 4e       |
| 2020-2021 | 3 / 3      | 55         | 14e        | 10 / 10 | 318    | 3e       | 8 / 8     | 249       | 6e        | 5 / 5      | 184        | 1er        | 26 / 26 | 893     | 4e       |
| 2021-2022 | 2 / 2      | 108        | 1er        | 7 / 9   | 224    | 8e       | 5 / 7     | 163       | 10e       | 4 / 4      | 106        | 10e        | 18 / 22 | 601     | 6e       |
| 2022-2023 | 3 / 4      | 31         | 32e        | 8 / 8   | 250    | 6e       | 8 / 8     | 277       | 4e        | 4 / 5      | 126        | 7e         | 23 / 25 | 684     | 6e       |
| 2023-2024 | 3 / 3      | 165        | 2e         | 7 / 7   | 384    | 1re      | 7 / 7     | 350       | 3e        | 4 / 4      | 181        | 4e         | 21 / 21 | 1080    | 2e       |
| 2024-2025 | 3 / 3      | 69         | 17e        | 5 / 7   | 192    | 12e      | 4 / 6     | 209       | 8e        | 5 / 5      | 209        | 5e         | 17 / 21 | 679     | 8e       |

 Dernière mise à jour le 23 mars 2025 

#### Détail des victoires
| Saison    | Individuel                     | Sprint             | Poursuite    | Mass start                | Total |
| --------- | ------------------------------ | ------------------ | ------------ | ------------------------- | ----- |
| 2010-2011 | Khanty-Mansiïsk (Ch. du monde) | Hochfilzen Oberhof | Hochfilzen   | Oberhof                   | 5     |
| 2011-2012 |                                | Hochfilzen 2       |              |                           | 1     |
| 2012-2013 |                                | Oslo-Holmenkollen  |              | Nové Město (Ch. du monde) | 2     |
| 2017-2018 |                                | Östersund          |              |                           | 1     |
| 2020-2021 |                                | Kontiolahti 2      | Nové Město 1 | Oberhof                   | 3     |
| 2023-2024 |                                | Hochfilzen         |              |                           | 1     |
| 2024-2025 |                                | Antholz Anterselva |              | Le Grand-Bornand          | 2     |
| Total     | 1                              | 8                  | 2            | 4                         | 15    |

(état au 24 janvier 2025)

#### Résultats détaillés en Coupe du monde
| 2008-2009 |        |        |         |        |         |        |        |        |        |        |        |        |        |        | .      | .      | .       | .      |         |        |         |         |         |         |        |         |    | n.c. |
| 2008-2009 | IN     | SP     | PU      | SP     | PU      | IN     | SP     | SP     | MS     | SP     | PU     | SP     | PU     | MS     | SP     | PU     | IN      | MS     | IN      | SP     | SP      | PU      | MS      | SP 61e  | PU     | MS      |    | n.c. |
| 2009-2010 |        |        |         |        |         |        |        |        |        |        |        |        |        |        | .      | .      | .       | .      |         |        |         |         |         |         |        |         |    | 43e  |
| 2009-2010 | IN     | SP     | SP      | PU     | IN 37e= | SP 4e  | PU 12e | SP 25e | MS     | SP 26e | MS 30e | IN     | SP     | PU     | SP     | PU     | IN 21e  | MS     | SP 75e  | PU     | SP 22e  | PU 37e  | MS      | SP 26e  | MS     |         |    | 43e  |
| 2010-2011 |        |        |         |        |         |        |        |        |        |        |        |        |        |        |        |        |         |        |         | .      | .       | .       | .       |         |        |         |    | 1er  |
| 2010-2011 | IN 4e  | SP 5e  | PU 4e   | SP 1er | PU 1er  | IN 12e | SP 2e  | SP 1er | MS 1er | IN 5e  | SP 5e  | PU 4e  | SP 51e | MS 15e | SP 4e  | PU 6e  | SP 3e   | PU 3e  | MS 3e   | SP 3e  | PU 3e   | IN 1er  | MS 3e   | SP 44e  | PU 2e  | MS 8e   |    | 1er  |
| 2011-2012 |        |        |         |        |         |        |        |        |        |        |        |        |        |        |        |        |         |        |         | .      | .       | .       | .       |         |        |         |    | 7e   |
| 2011-2012 | IN 25e | SP 2e  | PU 4e   | SP 6e  | PU 2e   | SP 1er | PU 4e  | SP     | MS     | IN 13e | SP 20e | PU 21e | SP 40e | MS 22e | SP 28e | PU 20e | MS 9e   | SP 59e | PU N.P. | SP 17e | PU 7e   | IN 18e  | MS 17e  | SP 6e   | PU 5e  | MS 9e   |    | 7e   |
| 2012-2013 |        |        |         |        |         |        |        |        |        |        |        |        |        |        | .      | .      | .       | .      |         |        |         |         |         |         |        |         |    | 15e  |
| 2012-2013 | IN     | SP     | PU      | SP     | PU      | SP     | PU     | MS     | SP 25e | PU 22e | SP 7e  | MS 14e | SP     | PU     | SP 18e | PU 17e | IN 12e  | MS 1er | SP 1er  | PU 2e  | MS 7e   | IN 15e  | SP 8e   | SP 31e  | PU 13e | MS 7e   |    | 15e  |
| 2013-2014 |        |        |         |        |         |        |        |        |        |        |        |        |        |        | .      | .      | .       | .      |         |        |         |         |         |         |        |         |    | 28e  |
| 2013-2014 | IN 36e | SP 30e | PU Ann. | SP 4e  | PU 3e   | SP     | PU     | SP 31e | PU 13e | MS 3e  | IN 36e | PU 6e  | SP     | PU     | SP 39e | PU 27e | IN 26e  | MS     | SP 29e  | PU 23e | MS N.P. | SP      | SP      | PU      | SP     | PU      | MS | 28e  |
| 2014-2015 |        |        |         |        |         |        |        |        |        |        |        |        |        |        |        |        |         |        | .       | .      | .       | .       |         |         |        |         |    | 19e  |
| 2014-2015 | IN 29e | SP 15e | PU 14e  | SP 6e  | PU 6e   | SP 7e  | PU 17e | MS 6e  | SP     | MS     | SP     | MS     | SP 45e | PU 25e | SP 59e | PU 50e | IN      | SP     | SP 3e   | PU 3e  | IN 25e  | MS 3e   | SP 50e  | PU 11e= | MS 3e  |         |    | 19e  |
| 2015-2016 |        |        |         |        |         |        |        |        |        |        |        |        |        |        |        |        |         |        |         | .      | .       | .       | .       |         |        |         |    | 6e   |
| 2015-2016 | IN 22e | SP 29e | PU 4e   | SP 3e  | PU 4e   | SP 9e  | PU 4e  | MS 18e | SP 2e  | PU 4e  | MS 3e  | IN 11e | MS 11e | SP 3e  | PU 8e  | SP     | MS      | SP 8e  | PU 19e  | SP 54e | PU 31e  | IN 22e  | MS 6e   | SP 35e  | PU 12e | MS Ann. |    | 6e   |
| 2016-2017 |        |        |         |        |         |        |        |        |        |        |        |        |        |        |        | .      | .       | .      | .       |        |         |         |         |         |        |         |    | 36e  |
| 2016-2017 | IN     | SP     | PU      | SP     | PU      | SP     | PU     | MS     | SP     | PU     | MS     | SP     | PU     | IN     | MS     | SP 14e | PU 9e   | IN     | MS 14e  | SP     | PU      | SP 32e  | PU 11e  | SP 6e   | PU 14e | MS 12e  |    | 36e  |
| 2017-2018 |        |        |         |        |         |        |        |        |        |        |        |        |        |        |        | .      | .       | .      | .       |        |         |         |         |         |        |         |    | 7e   |
| 2017-2018 | IN 20e | SP 1er | PU 19e  | SP 14e | PU 5e   | SP 48e | PU 20e | MS 11e | SP 5e  | PU 3e  | IN     | MS 5e  | SP 22e | PU 29e | MS 2e  | SP 13e | PU 4e   | IN 13e | MS 8e   | SP 33e | MS 20e  | SP 26e  | PU 12e  | SP 16e  | PU 20e | MS 6e   |    | 7e   |
| 2018-2019 |        |        |         |        |         |        |        |        |        |        |        |        |        |        |        |        |         |        |         | .      | .       | .       | .       |         |        |         |    | 6e   |
| 2018-2019 | IN 35e | SP 4e  | PU 6e   | SP 28e | PU 12e  | SP 8e  | PU 3e  | MS 16e | SP 8e  | PU 13e | SP 2e  | MS 10e | SP 16e | PU 15e | MS 24e | SI     | SP Ann. | SP     | PU      | SP 13e | PU 4e   | IN 3e   | MS 9e   | SP 5e   | PU 2e  | MS 10e  |    | 6e   |
| 2019-2020 |        |        |         |        |         |        |        |        |        |        |        |        |        | .      | .      | .      | .       |        |         |        |         |         |         |         |        |         |    | 4e   |
| 2019-2020 | SP 2e  | IN 6e  | SP 6e   | PU 6e  | SP 2e   | PU 4e  | MS 3e  | SP 24e | MS 25e | SP 28e | PU 7e  | IN 6e  | MS 9e  | SP 4e  | PU 6e  | IN 6e  | MS 4e   | SP 3e  | MS 10e  | SP 5e  | PU 18e  | SP Ann. | PU Ann. | MS Ann. |        |         |    | 4e   |
| 2020-2021 |        |        |         |        |         |        |        |        |        |        |        |        |        |        |        | .      | .       | .      | .       |        |         |         |         |         |        |         |    | 4e   |
| 2020-2021 | IN 12e | SP 15e | SP 1er  | PU 12e | SP 11e  | PU 7e  | SP 14e | PU 7e  | MS 3e  | SP 2e  | PU 3e  | SP 13e | MS 1er | IN 15e | MS 12e | SP 9e  | PU 14e  | IN 70e | MS 6e   | SP 5e  | PU 1er  | SP 2e   | PU 6e   | SP 3e   | PU 10e | MS 6e   |    | 4e   |
| 2021-2022 |        |        |         |        |         |        |        |        |        |        |        |        |        |        |        | .      | .       | .      | .       |        |         |         |         |         |        |         |    | 6e   |
| 2021-2022 | IN 2e  | SP 12e | SP 8e   | PU 28e | SP 5e   | PU 5e  | SP 15e | PU 7e  | MS 3e  | SP 7e  | PU 3e  | SP     | PU     | IN 2e  | MS 13e | IN 8e  | SP 3e   | PU 2e  | MS 12e  | SP     | PU      | SP 10e  | MS 13e  | SP 13e  | PU 15e | MS 30e  |    | 6e   |
| 2022-2023 |        |        |         |        |         |        |        |        |        |        |        |        |        |        | .      | .      | .       | .      |         |        |         |         |         |         |        |         |    | 6e   |
| 2022-2023 | IN 53e | SP 18e | PU 9e   | SP 39e | PU 16e  | SP 14e | PU 15e | MS 6e  | SP 2e  | PU 3e  | IN 10e | MS 4e  | SP 14e | PU 11e | SP 2e  | PU 4e  | IN 7e   | MS 9e  | SP 2e   | PU 2e  | IN      | MS      | SP 20e  | PU 12e  | MS 7e  |         |    | 6e   |
| 2023-2024 |        |        |         |        |         |        |        |        |        |        |        |        |        |        | .      | .      | .       | .      |         |        |         |         |         |         |        |         |    | 2e   |
| 2023-2024 | IN 26e | SP 2e  | PU 4e   | SP 1er | PU 3e   | SP 14e | PU 8e  | MS 3e  | SP 7e  | PU 4e  | SP 3e  | PU 7e  | SI 2e  | MS 6e  | SP 6e  | PU 5e  | IN 2e   | MS 4e  | IN 2e   | MS 7e  | SP 7e   | PU 2e   | SP 3e   | PU 5e   | MS 5e  |         |    | 2e   |
| 2024-2025 |        |        |         |        |         |        |        |        |        |        |        |        |        |        | .      | .      | .       | .      |         |        |         |         |         |         |        |         |    | 8e   |
| 2024-2025 | SI 25e | SP 7e  | MS 8e   | SP 24e | PU 10e  | SP     | PU     | MS 1er | SP 16e | MS 2e  | IN 14e | MS 12e | SP 1er | PU 2e  | SP 10e | PU 10e | IN 10e  | MS 18e | SP 22e  | PU 13e | SI 15e  | MS 8e   | SP      | PU      | MS 23e |         |    | 8e   |

### Championnats d'Europe Open
| Édition \ Épreuve   | Individuel                | Sprint                | Poursuite             | Relais                           | Relais mixte                     | Relais mixte simple              |
| ------------------- | ------------------------- | --------------------- | --------------------- | -------------------------------- | -------------------------------- | -------------------------------- |
| Oufa 2009           | —                         | —                     | —                     | Médaille d'or, Europe            | Épreuve inexistante à cette date | Épreuve inexistante à cette date |
| Minsk-Raubichi 2019 | Médaille d'argent, Europe | Médaille d'or, Europe | Médaille d'or, Europe | Épreuve inexistante à cette date | —                                | —                                |

### IBU Cup
- 3 podiums, dont 1 victoire.

### Championnats du monde juniors et de la jeunesse
| Édition \ Épreuve         | Individuel           | Sprint                    | Poursuite                 | Relais                   |
| ------------------------- | -------------------- | ------------------------- | ------------------------- | ------------------------ |
| Presque Isle 2006         | Médaille d'or, monde | 4e                        | Médaille d'argent, monde  | —                        |
| Presque Isle 2006         | —                    | —                         | —                         | 4e                       |
| Martell-Val Martello 2007 | 4e                   | 5e                        | Médaille d'argent, monde  | Médaille d'argent, monde |
| Canmore 2009              | 23e                  | Médaille de bronze, monde | Médaille de bronze, monde | 6e                       |

Légende :
- participation aux Championnats du monde de la jeunesse

### Championnats d'Europe juniors
| Édition \ Épreuve | Individuel            | Sprint                | Poursuite             | Relais |
| ----------------- | --------------------- | --------------------- | --------------------- | ------ |
| Oufa 2009         | Médaille d'or, Europe | Médaille d'or, Europe | Médaille d'or, Europe | —      |

## Palmarès en ski de fond
- Meilleur classement général en Coupe du monde : 138e en 2012.

## Distinction
En 2016, il reçoit la Médaille Holmenkollen, plus importante distinction du ski nordique.